# Наср, Фелипе
Луи́с Фели́пе де Оливе́йра Наср (порт. Luiz Felipe de Oliveira Nasr, род. 21 августа 1992, Бразилиа) — бразильский автогонщик, победитель 24 часов Дейтоны (2024) и 12 часов Себринга (2019); пилот Формулы-1 (2015—2016) и Формулы-E (2018/2019).

## Личные данные
Наср — гонщик бразильско-ливанского происхождения. Его дедушка-ливанец в 1960-х годах эмигрировал в Бразилию. Фелипе является племянником Амира Насра, которому принадлежит одна самых успешных гоночных команд Южноамериканской Формулы-3, помогающая развиваться молодым пилотам.
Наср увлекается рыбной ловлей и механикой; его любимый гонщик — Айртон Сенна, любимая трасса — Спа-Франкоршам. Владеет английским, португальским и итальянским языками.

## Карьера

### Картинг

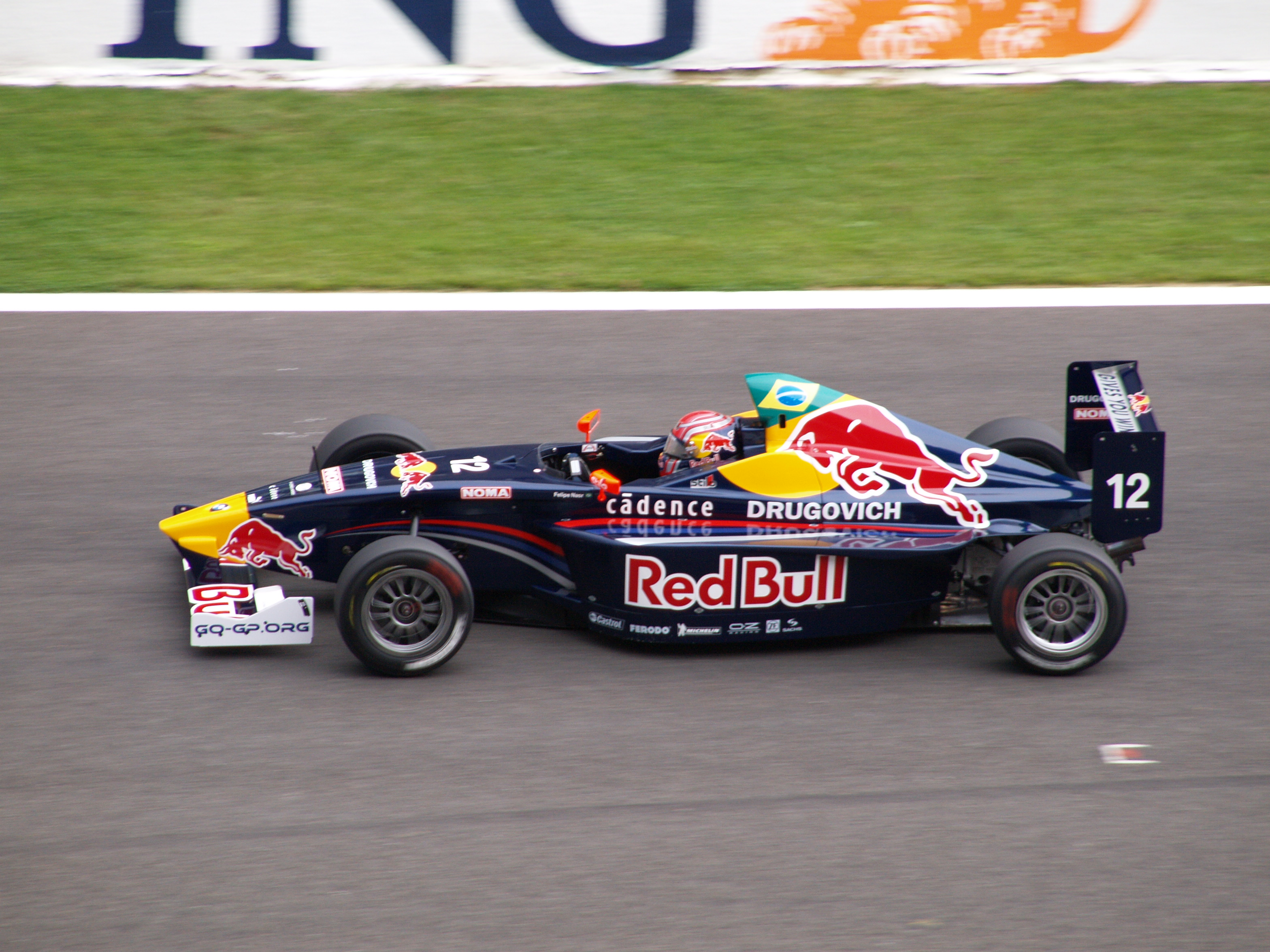
Наср в Европейской Формуле-БМВ в 2009 году

Наср начал свою карьеру в возрасте 7 лет с картинга. В период между 2000 и 2007 годами он множество раз становился чемпионом в картинговых турнирах, в том числе в Бразильском региональном чемпионате.

### Формула BMW
В 2008 году Наср стал выступать в гонках с открытыми колёсами. Он дебютировал в Американской Формуле-БМВ на этапе в Интерлагосе, последнем этапе сезона, и во второй гонке сумел подняться на подиум — финишировал третьим, позади Александра Росси и Даниэля Хункадельи.
В 2009 году Фелипе провёл полный сезон в Европейской Формуле-БМВ в составе команды «EuroInternational». Он поднялся на подиум в 14 из 16 гонок, всего заработал 392 очка, опередив своего партнёра по команде и ближайшего преследователя Даниэля Хункаделью на 104, и стал чемпионом серии. Также бразилец в этом сезоне провёл три гонки в Тихоокеанской Формуле-БМВ.

### Формула-3
В 2010 году Наср дебютировал в Британской Формуле-3 в составе команды «Räikkönen Robertson Racing», вместе с Карлосом Уэртасом и Дайсукэ Накадзима. За 29 проведённых гонок он один раз смог подняться на первое место (на трассе Рокингем), всего набрал 136 очков и занял пятое место в личном зачёте. В этом же году Фелипе выступал в гонке Гран-при Макао, где занял 11-е место.

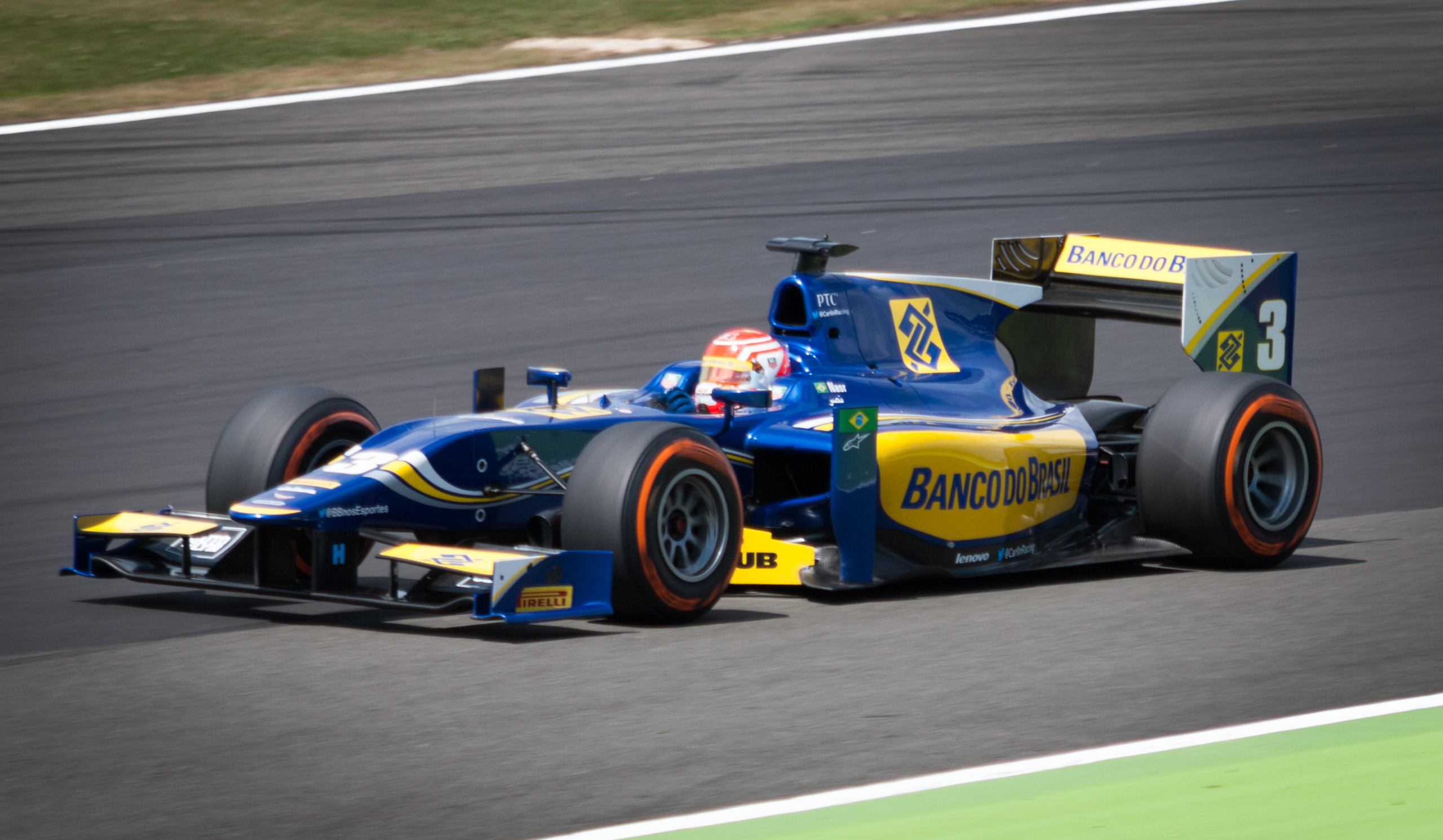
Наср в GP2 в 2014 году

В 2011 году Наср продолжил участвовать в Британской Ф-3, но уже в команде «Carlin Motorsport». За 30 гонок бразильский пилот 17 раз поднялся на подиум, семь из них — на первое место, заработал 318 очков (на 123 обойдя своего напарника по команде Кевина Магнуссена) и стал чемпионом серии. В этом году Фелипе снова участвовал в гонке Гран-при Макао, где стал вторым, а в 2012 году — пятым. Также в 2012 году Фелипе принял участие в гонке 24 часа Дейтоны, в которой его экипаж занял третье место, и двух гонках Евросерии Формулы-3.

### GP2
В 2012 году Фелипе, обладая спонсорской поддержкой со стороны Banco do Brasil и EBX Group, подписал контракт с командой «DAMS» на выступления в серии GP2. Один раз заняв второе место в гонке (на трассе Спа-Франкоршам) и ещё три раза финишировав третьим, бразилец набрал 95 очков и занял десятое место в личном зачёте. Его результаты и чемпионский титул его напарника по команде — Давиде Вальсекки — позволили «DAMS» выиграть командный зачёт.

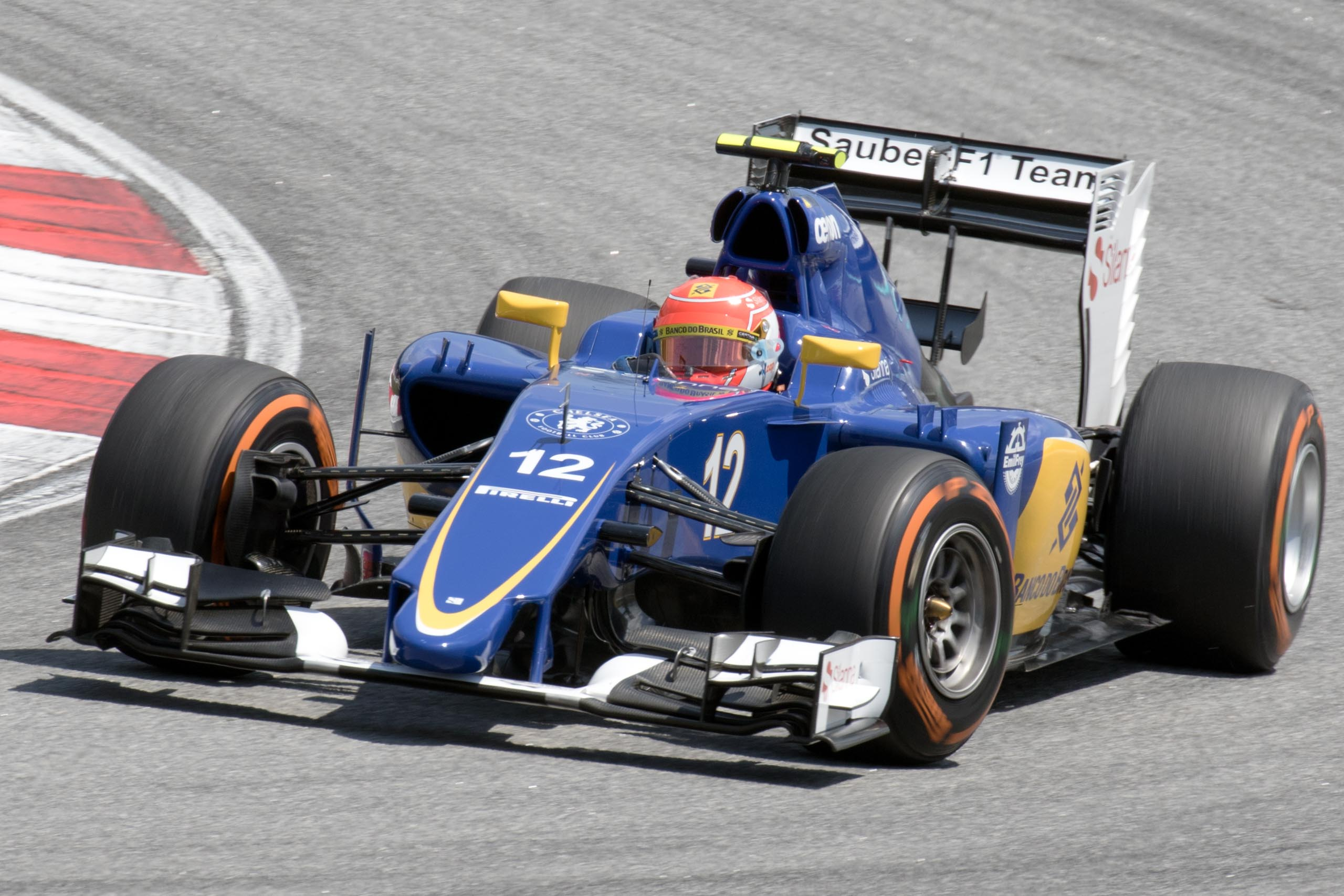
Наср в Формуле-1 в 2015 году

В сезоне 2013 Наср перешёл в команду «Carlin», где его партнёром по команде стал Джолион Палмер. Уже с шестью подиумами, Фелипе набрал 154 очка и по итогам сезона стал четвёртым, обогнав Палмера на три позиции. В 2014 г., улучшив свои результаты до десяти подиумов, четырёх побед и 224 набранных очков, бразильский пилот стал бронзовым призёром серии. Его сменившийся напарник по команде — Хулиан Леаль — стал десятым, но и в 2013, и в 2014 годах, «Carlin» становилась второй в командном зачёте.

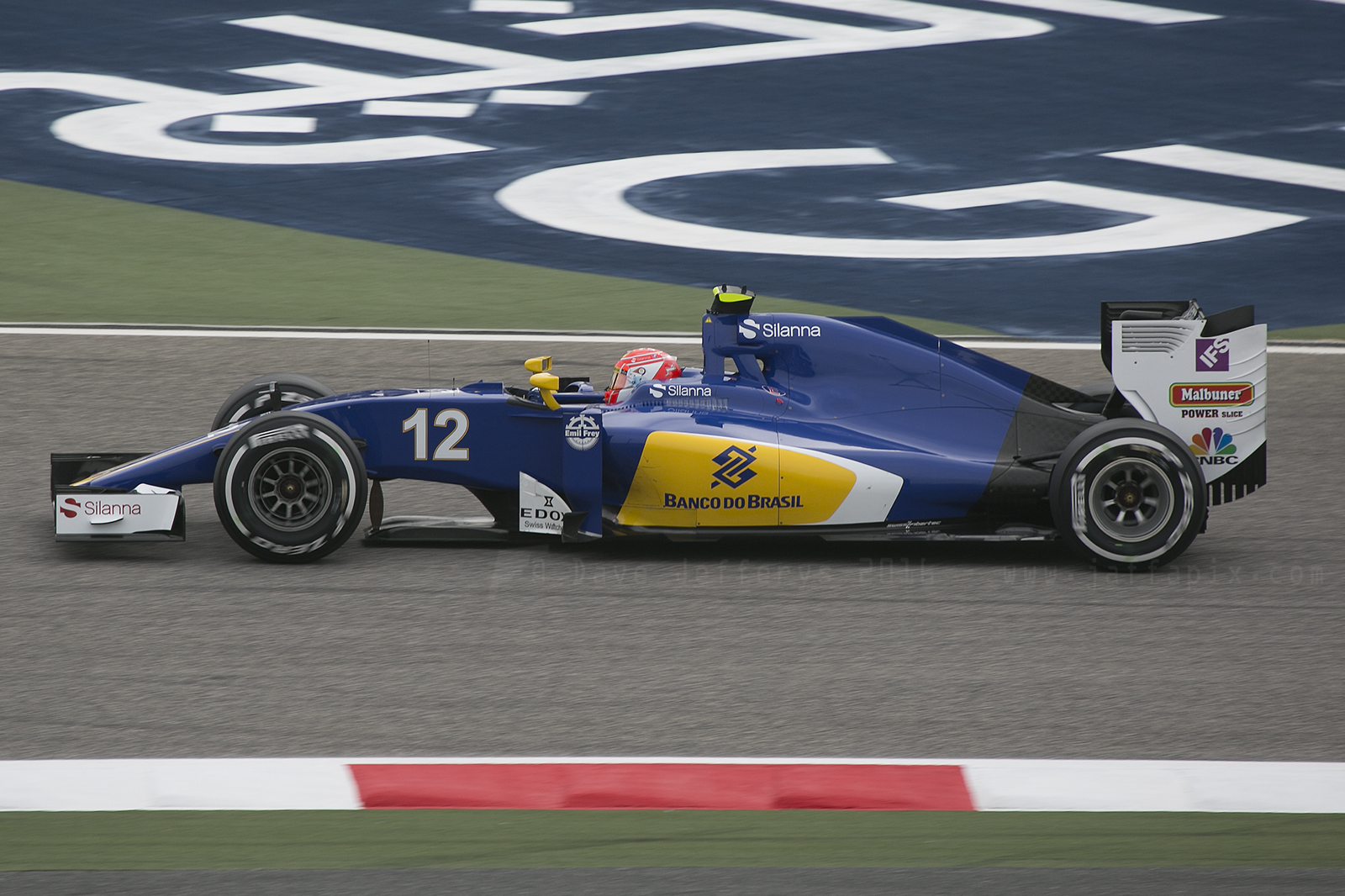
Наср в Формуле-1 в 2016 году

### Формула-1
В феврале 2014 года Фелипе Наср был подтверждён тест-пилотом в команде Williams Формулы-1. Впервые он сел за руль болида во время гоночного уик-энда на Гран-при Бахрейна 2014 года, где заменил Валттери Боттаса.
В ноябре 2014 года было объявлено о том, что Наср станет основным пилотом Sauber в сезоне 2015. В первой же своей гонке — на «Альберт-Парке» в Австралии — Фелипе занял пятое место и заработал десять очков. За сезон бразилец ещё пять раз финишировал в очковой зоне, всего набрал 27 очков и стал 13-м в личном зачёте.
В сезоне 2016 Фелипе продолжил выступать за «Sauber». Результаты команды в этом году резко снизились: долгое время пилоты не набирали очков, а в Гран-при Монако произошло столкновение Насра с его напарником по команде Маркусом Эрикссоном. Однако в дождевом Гран-при Бразилии Фелипе занял девятое место. Набранные два очка позволили «Sauber» опередить «Manor» в Кубке Конструкторов в борьбе за предпоследнее десятое место. Наср занял 17-е место в личном зачёте.

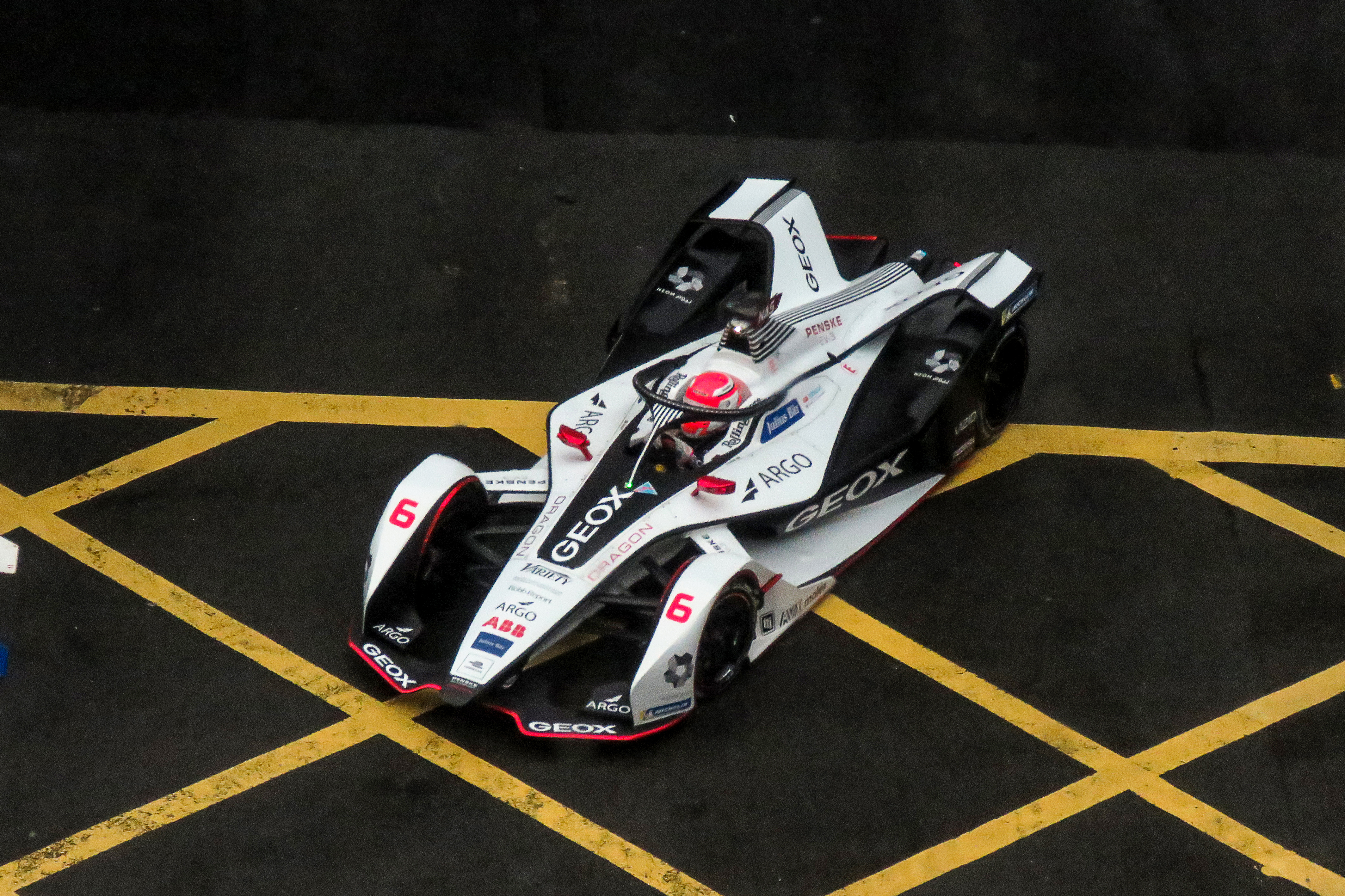
Наср на Гонка Формулы-Е в Гонконге 2019 года

### Формула-Е
В начале января 2019 года было объявлено, что Наср выступит на зимних тестах Формулы Е в Марракеше в составе команды «GEOX Dragon». Однако из-за проблем с контрактом он так и не принял участие в заездах.
В феврале стало известно, что начиная с этапа в Мехико (то есть с четвёртого этапа сезона 2018/2019) Фелипе заменит Максимилиана Гюнтера в коллективе «GEOX Dragon» до конца сезона. В дебютной гонке Наср занял 19-е место, а на следующем этапе в Гонконге не финишировал, так как в начале заезда попал в аварию с пилотами команды «Mahindra» Паскалем Верляйном и Жеромом Д’Амброзио. В третьей для бразильца гонке в Санье его автомобиль заглох во время старта.
В следующем еПри Рима Наср уже не выступал, так как из-за своих обязательств в серии WeatherTech SportsCar Championship был вынужден вернуться на родину, и вместо него за руль гоночного болида вновь сел Гюнтер. Затем руководство команды приняло решение оставить Максимилиана боевым пилотом. Таким образом, Фелипе принял участие всего в трёх этапах чемпионата, по ходу которых не сумел набрать очков.

### IndyCar
10 марта 2020 года появилось сообщение, что Наср примет участие в гонке серии IndyCar на Гран-при Сент-Питерсберга в составе команды «Carlin». Но впоследствии гонка была отменена из-за угрозы коронавируса.

## Результаты выступлений

### Общая статистика
| Сезон   | Серия                              | Команда                    | Гонки                | Победы               | Поулы                | Л/Круги              | Подиумы              | Очки                 | Место                |
| ------- | ---------------------------------- | -------------------------- | -------------------- | -------------------- | -------------------- | -------------------- | -------------------- | -------------------- | -------------------- |
| 2008    | Американская Формула-БМВ           | Amir Nasr Racing           | 2                    | 0                    | 0                    | 0                    | 1                    | 25                   | 10                   |
| 2009    | Европейская Формула-БМВ            | EuroInternational          | 16                   | 5                    | 6                    | 6                    | 14                   | 392                  | 1                    |
| 2009    | Тихоокеанская Формула-БМВ          | EuroInternational          | 3                    | 2                    | 2                    | 2                    | 2                    | 0                    | —                    |
| 2010    | Британская Формула-3               | Räikkönen Robertson Racing | 30                   | 1                    | 1                    | 3                    | 4                    | 136                  | 5                    |
| 2010    | Гран-при Макао                     | Räikkönen Robertson Racing | 1                    | 0                    | 0                    | 0                    | 0                    | —                    | 11                   |
| 2011    | Британская Формула-3               | Carlin Motorsport          | 30                   | 7                    | 4                    | 8                    | 17                   | 318                  | 1                    |
| 2011    | Гран-при Макао                     | Carlin Motorsport          | 1                    | 0                    | 0                    | 0                    | 1                    | —                    | 2                    |
| 2012    | Rolex Sports Car Series            | Michael Shank Racing       | 1                    | 0                    | 0                    | 0                    | 1                    | 30                   | 28                   |
| 2012    | GP2                                | DAMS                       | 24                   | 0                    | 0                    | 0                    | 4                    | 95                   | 10                   |
| 2012    | Евросерия Формулы-3                | Carlin                     | 2                    | 0                    | 0                    | 0                    | 0                    | —                    | —                    |
| 2012    | Гран-при Макао                     | Carlin                     | 1                    | 0                    | 0                    | 0                    | 0                    | —                    | 5                    |
| 2013    | GP2                                | Carlin                     | 22                   | 0                    | 0                    | 0                    | 6                    | 154                  | 4                    |
| 2014    | Формула-1                          | Williams Martini Racing    | тест/резервный пилот | тест/резервный пилот | тест/резервный пилот | тест/резервный пилот | тест/резервный пилот | тест/резервный пилот | тест/резервный пилот |
| 2014    | GP2                                | Carlin                     | 22                   | 4                    | 1                    | 2                    | 10                   | 224                  | 3                    |
| 2015    | Формула-1                          | Sauber F1 Team             | 19                   | 0                    | 0                    | 0                    | 0                    | 27                   | 13                   |
| 2016    | Формула-1                          | Sauber F1 Team             | 21                   | 0                    | 0                    | 0                    | 0                    | 2                    | 17                   |
| 2018    | Stock Car Brasil                   | Full Time Sports           | 1                    | 0                    | 0                    | 0                    | 1                    | 0                    | —                    |
| 2018    | Европейская серия Ле-Ман           | Cetilar Villorba Corse     | 5                    | 0                    | 0                    | 0                    | 0                    | 4                    | 26                   |
| 2018    | 24 часа Ле-Мана                    | Cetilar Villorba Corse     | 1                    | 0                    | 0                    | 0                    | 0                    | —                    | 11                   |
| 2018    | WeatherTech SportsCar Championship | Whelen Engineering Racing  | 10                   | 1                    | 0                    | 3                    | 5                    | 277                  | 1                    |
| 2018/19 | Формула-Е                          | GEOX Dragon                | 3                    | 0                    | 0                    | 0                    | 0                    | 0                    | 24                   |
| 2019    | WeatherTech SportsCar Championship | Whelen Engineering Racing  | 11                   | 2                    | 1                    | 3                    | 5                    | 297                  | 2                    |
| 2020    | WeatherTech SportsCar Championship | Whelen Engineering Racing  |                      |                      |                      |                      |                      |                      |                      |

### Результаты в GP2
| Легенда к таблице |                                                                    |
| --- | ------------------------------------------------------------------ |
| В таблице перечислены результаты всех Гран-при Формулы-1, в которых принимал участие гонщик. Строками таблицы являются сезоны, столбцами — этапы чемпионата мира. В каждой клетке указаны сокращённое название этапа и результат, дополнительно обозначенный цветом. Расшифровка обозначений и цветов представлена в нижеследующей таблице. |                                                                    |
| \| Пример \| Описание \| \| ------------ \| ------------------------------------------------------------------ \| \| 1 \| Победитель \| \| 2 \| Второе место \| \| 3 \| Третье место \| \| 5 \| Финишировал, заработав очки \| \| Сход \| Не финишировал, но при этом заработал очки \| \| 12 \| Финишировал, не получив очков \| \| НКЛ \| Финишировал, но не попал в финальную классификацию \| \| 15 \| Участвовал вне зачёта, либо по отдельной классификации \| \| 18 \| Не финишировал, но попал в финальную классификацию \| \| Сход \| Не финишировал \| \| НКВ \| Не прошёл квалификацию \| \| НПКВ \| Не прошёл предквалификацию \| \| ДСК \| Дисквалифицирован \| \| ИСК \| Исключён из протокола соревнований \| \| ТТ \| Заявлен для участия только в тренировках \| \| НС \| Участвовал в квалификации, но не стартовал в гонке \| \| Т \| Травмирован или болен \| \| ОТК \| Отказ от участия \| \| НТР \| Прибыл на соревнования, но на трассу не выезжал \| \| НПР \| Был заявлен в числе участников, но не прибыл к началу соревнований \| \| О \| Соревнования отменены \| \| \| Не участвовал \| \| Поул-позиция \| \| \| Быстрый круг \| \| |                                                                    |
| Пример | Описание                                                           |
| 1 | Победитель                                                         |
| 2 | Второе место                                                       |
| 3 | Третье место                                                       |
| 5 | Финишировал, заработав очки                                        |
| Сход | Не финишировал, но при этом заработал очки                         |
| 12 | Финишировал, не получив очков                                      |
| НКЛ | Финишировал, но не попал в финальную классификацию                 |
| 15 | Участвовал вне зачёта, либо по отдельной классификации             |
| 18 | Не финишировал, но попал в финальную классификацию                 |
| Сход | Не финишировал                                                     |
| НКВ | Не прошёл квалификацию                                             |
| НПКВ | Не прошёл предквалификацию                                         |
| ДСК | Дисквалифицирован                                                  |
| ИСК | Исключён из протокола соревнований                                 |
| ТТ | Заявлен для участия только в тренировках                           |
| НС | Участвовал в квалификации, но не стартовал в гонке                 |
| Т | Травмирован или болен                                              |
| ОТК | Отказ от участия                                                   |
| НТР | Прибыл на соревнования, но на трассу не выезжал                    |
| НПР | Был заявлен в числе участников, но не прибыл к началу соревнований |
| О | Соревнования отменены                                              |
| | Не участвовал                                                      |
| Поул-позиция |                                                                    |
| Быстрый круг |                                                                    |

| Год  | Участник | 1         | 2         | 3             | 4          | 5           | 6            | 7          | 8            | 9           | 10           | 11          | 12         | 13        | 14        | 15           | 16        | 17           | 18         | 19         | 20         | 21           | 22         | 23        | 24        | Место | Счёт |
| ---- | -------- | --------- | --------- | ------------- | ---------- | ----------- | ------------ | ---------- | ------------ | ----------- | ------------ | ----------- | ---------- | --------- | --------- | ------------ | --------- | ------------ | ---------- | ---------- | ---------- | ------------ | ---------- | --------- | --------- | ----- | ---- |
| 2012 | DAMS     | МАЛ FEA 6 | МАЛ SPR 3 | БАХ1 FEA сход | БАХ1 SPR 6 | БАХ2 FEA 11 | БАХ2 SPR 5   | ИСП FEA 11 | ИСП SPR 9    | МОН FEA 17  | МОН SPR сход | ВАЛ FEA Ret | ВАЛ SPR 14 | ВЕЛ FEA 6 | ВЕЛ SPR 3 | ГЕР FEA 4    | ГЕР SPR 3 | ВЕН FEA 25   | ВЕН SPR 8  | БЕЛ FEA 8  | БЕЛ SPR 2  | ИТА FEA сход | ИТА SPR 21 | СИН FEA 6 | СИН SPR 7 | 10    | 95   |
| 2013 | Carlin   | МАЛ FEA 4 | МАЛ SPR 2 | БАХ FEA 4     | БАХ SPR 2  | ИСП FEA 2   | ИСП SPR 3    | МОН FEA 4  | МОН SPR 4    | ВЕЛ FEA Ret | ВЕЛ SPR 7    | ГЕР FEA 9   | ГЕР SPR 4  | ВЕН FEA 3 | ВЕН SPR 5 | БЕЛ FEA сход | БЕЛ SPR 8 | ИТА FEA сход | ИТА SPR 12 | СИН FEA 2  | СИН SPR 16 | АБУ FEA 7    | АБУ SPR 18 |           |           | 4     | 154  |
| 2014 | Carlin   | БАХ FEA 8 | БАХ SPR 4 | ИСП FEA 3     | ИСП SPR 1  | МОН FEA 3   | МОН SPR сход | АВС FEA 1  | АВС SPR сход | ВЕЛ FEA 7   | ВЕЛ SPR 1    | ГЕР FEA 5   | ГЕР SPR 2  | ВЕН FEA 6 | ВЕН SPR 3 | БЕЛ FEA 4    | БЕЛ SPR 1 | ИТА FEA 6    | ИТА SPR 6  | РОС FEA 17 | РОС SPR 3  | АБУ FEA      | АБУ SPR    |           |           | 2     | 200  |

### Результаты в Формуле-1
| Сезон | Команда                 | Шасси         | Двигатель                      | Ш | 1      | 2      | 3        | 4        | 5        | 6        | 7      | 8      | 9      | 10     | 11     | 12       | 13     | 14       | 15     | 16       | 17       | 18       | 19     | 20    | 21     | Место | Очки |
| ----- | ----------------------- | ------------- | ------------------------------ | - | ------ | ------ | -------- | -------- | -------- | -------- | ------ | ------ | ------ | ------ | ------ | -------- | ------ | -------- | ------ | -------- | -------- | -------- | ------ | ----- | ------ | ----- | ---- |
| 2014  | Williams Martini Racing | Williams FW36 | Mercedes Hybrid PU106A 1,6 V6T | P | АВС    | МАЛ    | БАХ тест | КИТ тест | ИСП тест | МОН      | КАН    | АВТ    | ВЕЛ    | ГЕР    | ВЕН    | БЕЛ      | ИТА    | СИН      | ЯПО    | РОС      | США тест | БРА тест | АБУ    |       |        | —     | 0    |
| 2015  | Sauber F1 Team          | Sauber C34    | Ferrari 059/3 1,6 V6T          | P | АВС 5  | МАЛ 12 | КИТ 8    | БАХ 12   | ИСП 12   | МОН 9    | КАН 16 | АВТ 11 | ВЕЛ НС | ВЕН 11 | БЕЛ 11 | ИТА 13   | СИН 10 | ЯПО 20   | РОС 6  | США 9    | МЕК Сход | БРА 13   | АБУ 15 |       |        | 13    | 27   |
| 2016  | Sauber F1 Team          | Sauber C35    | Ferrari 059/5 1,6 V6T          | P | АВС 15 | БАХ 14 | КИТ 20   | РОС 16   | ИСП 14   | МОН Сход | КАН 18 | ЕВР 12 | АВТ 13 | ВЕЛ 15 | ВЕН 17 | ГЕР Сход | БЕЛ 17 | ИТА Сход | СИН 13 | МАЛ Сход | ЯПО 19   | США 15   | МЕК 15 | БРА 9 | АБУ 16 | 17    | 2    |

| Легенда к таблице |                                                                    |
| --- | ------------------------------------------------------------------ |
| В таблице перечислены результаты всех Гран-при Формулы-1, в которых принимал участие гонщик. Строками таблицы являются сезоны, столбцами — этапы чемпионата мира. В каждой клетке указаны сокращённое название этапа и результат, дополнительно обозначенный цветом. Расшифровка обозначений и цветов представлена в нижеследующей таблице. |                                                                    |
| \| Пример \| Описание \| \| ------------ \| ------------------------------------------------------------------ \| \| 1 \| Победитель \| \| 2 \| Второе место \| \| 3 \| Третье место \| \| 5 \| Финишировал, заработав очки \| \| Сход \| Не финишировал, но при этом заработал очки \| \| 12 \| Финишировал, не получив очков \| \| НКЛ \| Финишировал, но не попал в финальную классификацию \| \| 15 \| Участвовал вне зачёта, либо по отдельной классификации \| \| 18 \| Не финишировал, но попал в финальную классификацию \| \| Сход \| Не финишировал \| \| НКВ \| Не прошёл квалификацию \| \| НПКВ \| Не прошёл предквалификацию \| \| ДСК \| Дисквалифицирован \| \| ИСК \| Исключён из протокола соревнований \| \| ТТ \| Заявлен для участия только в тренировках \| \| НС \| Участвовал в квалификации, но не стартовал в гонке \| \| Т \| Травмирован или болен \| \| ОТК \| Отказ от участия \| \| НТР \| Прибыл на соревнования, но на трассу не выезжал \| \| НПР \| Был заявлен в числе участников, но не прибыл к началу соревнований \| \| О \| Соревнования отменены \| \| \| Не участвовал \| \| Поул-позиция \| \| \| Быстрый круг \| \| |                                                                    |
| Пример | Описание                                                           |
| 1 | Победитель                                                         |
| 2 | Второе место                                                       |
| 3 | Третье место                                                       |
| 5 | Финишировал, заработав очки                                        |
| Сход | Не финишировал, но при этом заработал очки                         |
| 12 | Финишировал, не получив очков                                      |
| НКЛ | Финишировал, но не попал в финальную классификацию                 |
| 15 | Участвовал вне зачёта, либо по отдельной классификации             |
| 18 | Не финишировал, но попал в финальную классификацию                 |
| Сход | Не финишировал                                                     |
| НКВ | Не прошёл квалификацию                                             |
| НПКВ | Не прошёл предквалификацию                                         |
| ДСК | Дисквалифицирован                                                  |
| ИСК | Исключён из протокола соревнований                                 |
| ТТ | Заявлен для участия только в тренировках                           |
| НС | Участвовал в квалификации, но не стартовал в гонке                 |
| Т | Травмирован или болен                                              |
| ОТК | Отказ от участия                                                   |
| НТР | Прибыл на соревнования, но на трассу не выезжал                    |
| НПР | Был заявлен в числе участников, но не прибыл к началу соревнований |
| О | Соревнования отменены                                              |
| | Не участвовал                                                      |
| Поул-позиция |                                                                    |
| Быстрый круг |                                                                    |